# Студена (Бабушница)
Студена је насеље у Србији у општини Бабушница у Пиротском округу на потезу од Бабушнице источно ка бугарској граници. Према попису из 2022. било је 58 становника.

## Географија
Средишњи део села се налази у долини, а сеоски засеоци који чине велики део овога села су смештени на обронцима.

## Демографија
У насељу Студена живи 198 пунолетних становника, а просечна старост становништва износи 65,0 година (64,4 код мушкараца и 65,5 код жена). У насељу има 110 домаћинстава, а просечан број чланова по домаћинству је 1,82.
Ово насеље је скоро у потпуности насељено Србима (према попису из 2002. године), а у последња три пописа, примећен је знатан пад у броју становника.
Село је потпуно насељено старачким домаћинствима која све више броје само једног члана. У селу постоји зграда основне школе, где су се школовала деца до четвртог разреда. Школа је последњег ђака испратила 1996. године.
|  |

| Демографија | Демографија | Демографија |
| Година      | Становника  | Становника  |
| ----------- | ----------- | ----------- |
| 1948.       | 1.414       |             |
| 1953.       | 1.315       |             |
| 1961.       | 1.150       |             |
| 1971.       | 819         |             |
| 1981.       | 599         |             |
| 1991.       | 372         | 369         |
| 2002.       | 200         | 201         |
| 2011.       | 120         |             |
| 2022.       | 58          |             |

| Етнички састав према попису из 2002.‍ | Етнички састав према попису из 2002.‍ | Етнички састав према попису из 2002.‍ | Етнички састав према попису из 2002.‍ | Етнички састав према попису из 2002.‍ |
| ------------------------------------ | ------------------------------------ | ------------------------------------ | ------------------------------------ | ------------------------------------ |
|                                      |                                      |                                      |                                      |                                      |
| Срби                                 | Срби                                 |                                      | 198                                  | 99,0%                                |
| непознато                            | непознато                            |                                      | 2                                    | 1,0%                                 |

| Година пописа     | 1948. | 1953. | 1961. | 1971. | 1981. | 1991. | 2002. |
| ----------------- | ----- | ----- | ----- | ----- | ----- | ----- | ----- |
| Број домаћинстава | 234   | 227   | 224   | 223   | 211   | 166   | 110   |

| Број чланова      | 1  | 2  | 3  | 4 | 5 | 6 | 7 | 8 | 9 | 10 и више | Просек |
| ----------------- | -- | -- | -- | - | - | - | - | - | - | --------- | ------ |
| Број домаћинстава | 37 | 60 | 10 | 2 | 1 | 0 | 0 | 0 | 0 | 0         | 1,82   |

| Пол    | Укупно | Неожењен/Неудата | Ожењен/Удата | Удовац/Удовица | Разведен/Разведена | Непознато |
| ------ | ------ | ---------------- | ------------ | -------------- | ------------------ | --------- |
| Мушки  | 92     | 14               | 60           | 15             | 1                  | 2         |
| Женски | 107    | 13               | 61           | 31             | 2                  | 0         |
| УКУПНО | 199    | 27               | 121          | 46             | 3                  | 2         |

| Пол    | Укупно                    | Пољопривреда, лов и шумарство | Рибарство                            | Вађење руде и камена | Прерађивачка индустрија       |
| ------ | ------------------------- | ----------------------------- | ------------------------------------ | -------------------- | ----------------------------- |
| Мушки  | 20                        | 9                             | 0                                    | 0                    | 1                             |
| Женски | 8                         | 6                             | 0                                    | 0                    | 1                             |
| УКУПНО | 28                        | 15                            | 0                                    | 0                    | 2                             |
| Пол    | Производња и снабдевање   | Грађевинарство                | Трговина                             | Хотели и ресторани   | Саобраћај, складиштење и везе |
| Мушки  | 0                         | 3                             | 2                                    | 0                    | 0                             |
| Женски | 0                         | 0                             | 0                                    | 0                    | 0                             |
| УКУПНО | 0                         | 3                             | 2                                    | 0                    | 0                             |
| Пол    | Финансијско посредовање   | Некретнине                    | Државна управа и одбрана             | Образовање           | Здравствени и социјални рад   |
| Мушки  | 0                         | 0                             | 0                                    | 2                    | 0                             |
| Женски | 0                         | 0                             | 0                                    | 0                    | 0                             |
| УКУПНО | 0                         | 0                             | 0                                    | 2                    | 0                             |
| Пол    | Остале услужне активности | Приватна домаћинства          | Екстериторијалне организације и тела | Непознато            | Непознато                     |
| Мушки  | 0                         | 0                             | 0                                    | 3                    | 3                             |
| Женски | 0                         | 0                             | 0                                    | 1                    | 1                             |
| УКУПНО | 0                         | 0                             | 0                                    | 4                    | 4                             |